# .kr
.kr為韓國國家及地區頂級域（ccTLD）的域名，於1986年推出，由韓國互聯網資訊中心負責管理。此外也拥有韩文顶级域名。.kr域名有时也被用作域名hack，例如flic.kr为Flickr的短域名。

## 外部連結
- IANA .kr whois information（页面存档备份，存于）